# Kopalnie soli w Sołotwynie
Kopalnie soli w Sołotwynie – kompleks dziesięciu głębinowych górniczych zakładów wydobycia soli kamiennej na terenie Sołotwyna (węg. Aknaszlatina, również Szlatina w odniesieniu do części miasta), obecnie na Ukrainie, które działały w czasach nowożytnych od 1778 do 2010 roku, obecnie opuszczone.

## Historia

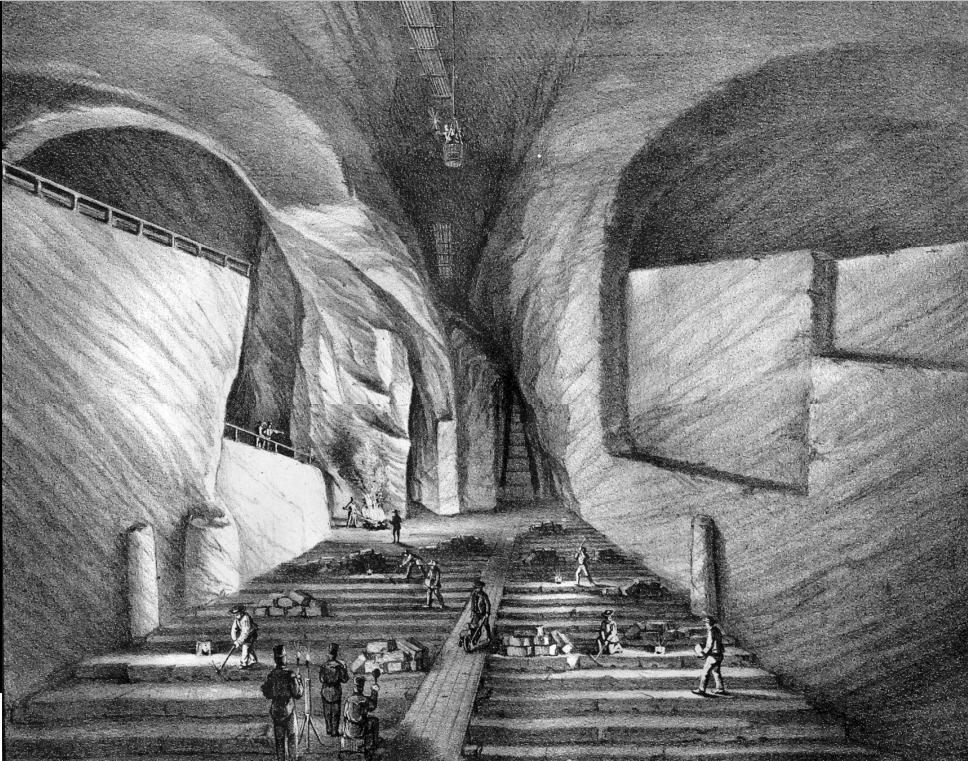
Kopalnia Kunigunda, rysunek, 1853

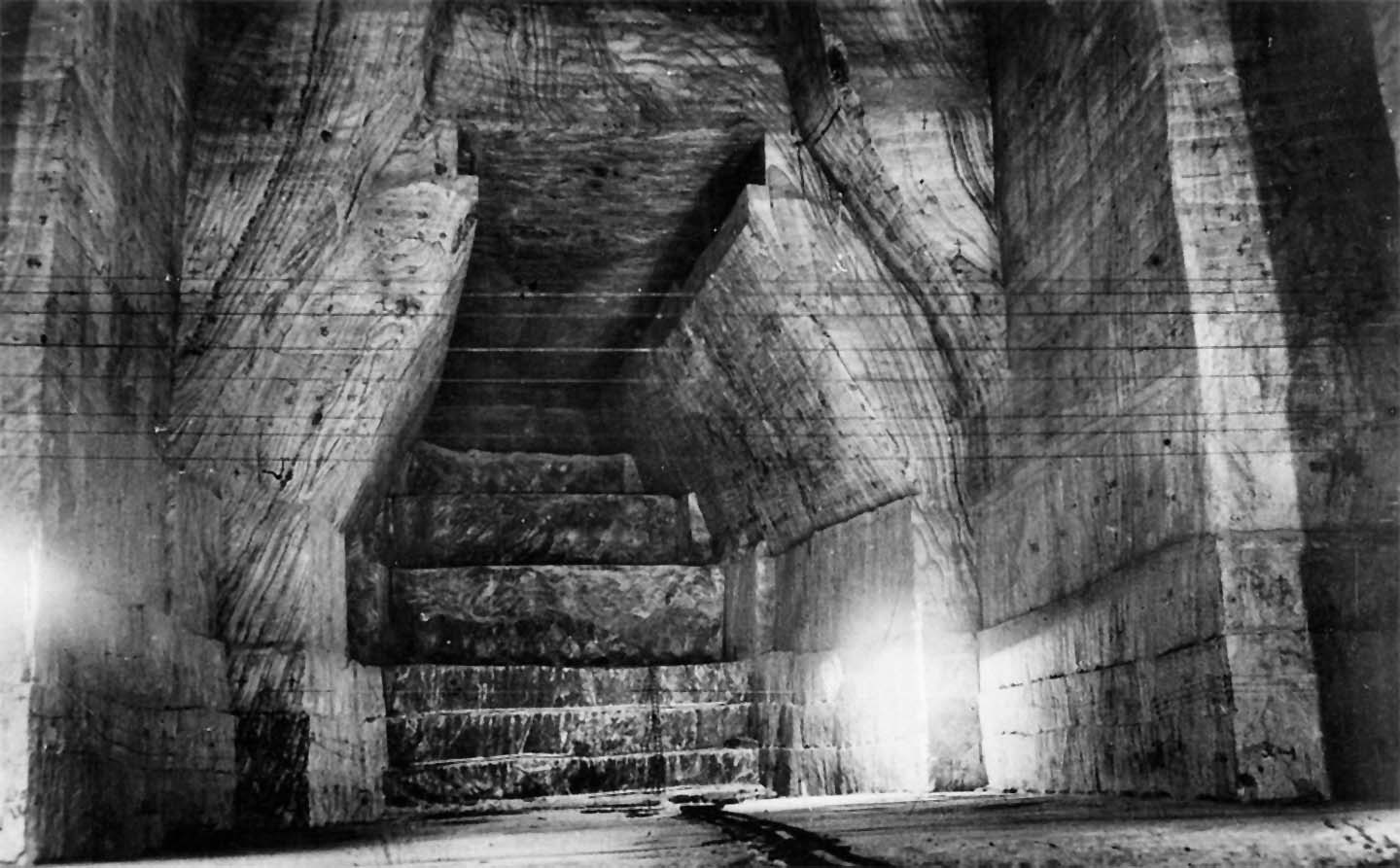
Wyrobisko komorowe w jednej z kopalń w Sołotwynie

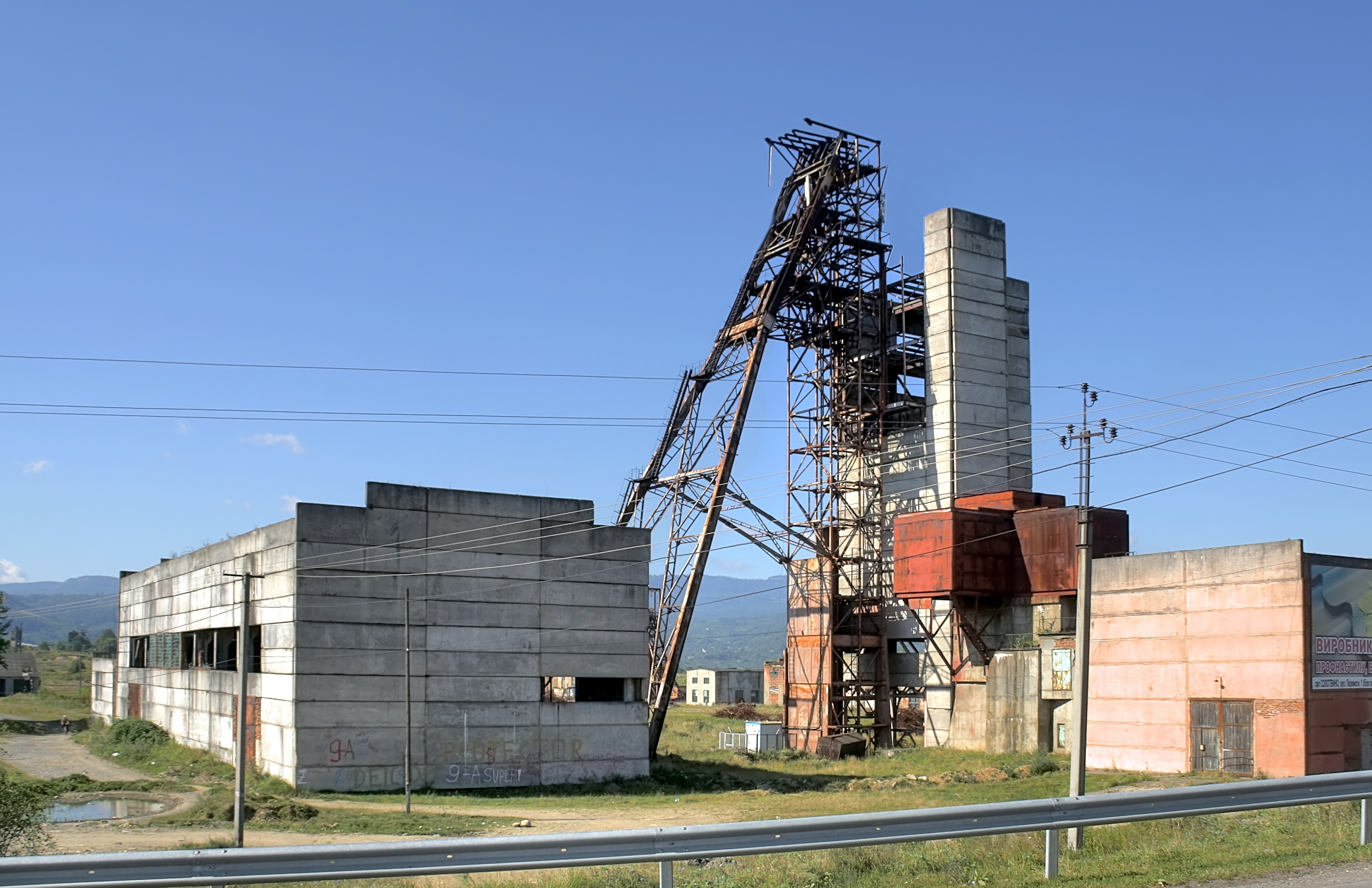
Jedna z wież wyciągowych w Sołotwynie

Sól kamienną w Rumunii pozyskiwano co najmniej czasów prehistorycznych, od epoki brązu , działalność górniczą prowadzono także w średniowieczu .
Po 1778 roku nastąpił znaczący rozwój kopalń, z czym wiązała się rozbudowa podziemnych wyrobisk i budowa zakładów przeróbczych na powierzchni . Pierwszą znaną z nazwy kopalnią była Krisztina, która działała w latach 1778–1779, natomiast kopalnia Jozsef została uruchomiona w 1787 roku. 26 sierpnia 1896 roku miała miejsce poważna eksplozja gazu palnego zawartego w pokładach marglu, używanego w kopalni do oświetlania wyrobisk . W 1904 roku zasoby soli w Sołotwynie były szacowane na 18 mln ton . W 1937 roku wydobycie soli w rejonie Sołotwyna wyniosło łącznie 160 579 ton, przy zatrudnieniu około 900 pracowników .
W 1976 roku Sowieci założyli sanatorium dla astmatyków w kopalni nr 9, a w 1984 roku w tejże kopalni na głębokości 430 m powstało laboratorium jądrowe, obecnie nieczynne z uwagi na zalanie wyrobisk. 

### Kopalnie
Nazwy węgierskie i lata działalności:
1. Kopalnia Krisztina (1778–1779)[11]
2. Szyb Albert (1781–1788)[11]
3. Kopalnia Kunigunda (1789–1906)[11] – uległa zalaniu[11]
4. Kopalnia Miklós (1789–1790), została połączona z kopalnią Kunigunda[11]
5. Kopalnia József (1804, kopalnia rezerwowa)[11]
6. Kopalnia Lajos (1804–1809)[11] – uległa zalaniu[11]
7. Kopalnia Ferenc (1808–1945) – prawdopodobnie uległa zalaniu[11]
8. Kopalnia Új Lajos (1886–2010) – uległa zalaniu[11]
9. Kopalnia nr 9 (1975–2010) – uległa zalaniu[11]
10. Kopalnia nr 10 (założona przez Sowietów, nie prowadzono eksploatacji)[11]

## Wpływ na środowisko

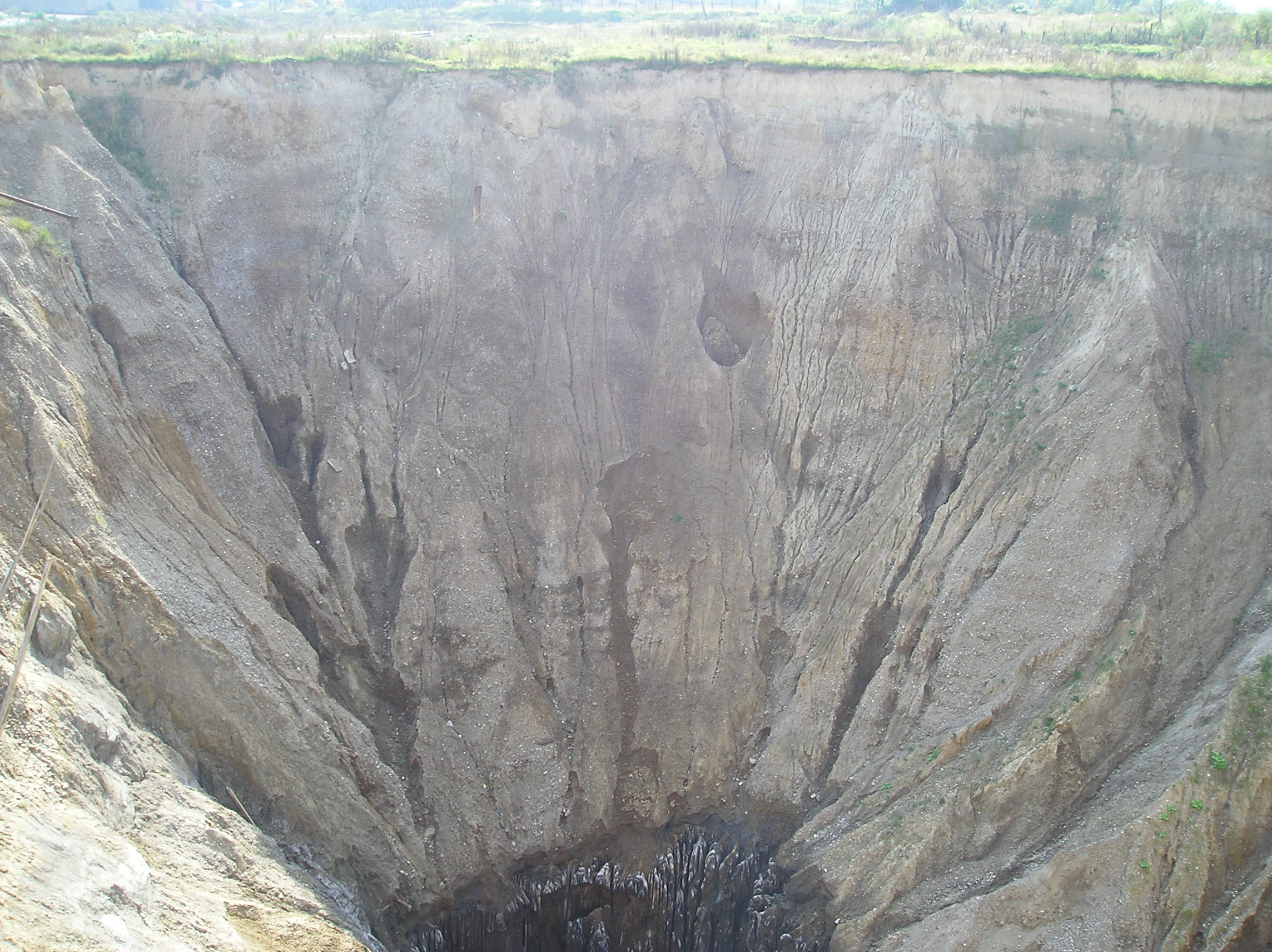
Jeden z zapadliskowych lejów krasowych w Sołotwynie

Na początku XXI wieku zaobserwowano znaczną koncentrację soli w pobliskiej rzece Cisie, spowodowaną dawną aktywnością górniczą. Zapadanie dawnych wyrobisk spowodowało powstanie głębokich na ponad 100 metrów lejów krasowych .